# Instrument de musique
Pour les articles homonymes, voir Instrument.
Pour un article plus général, voir Musique.

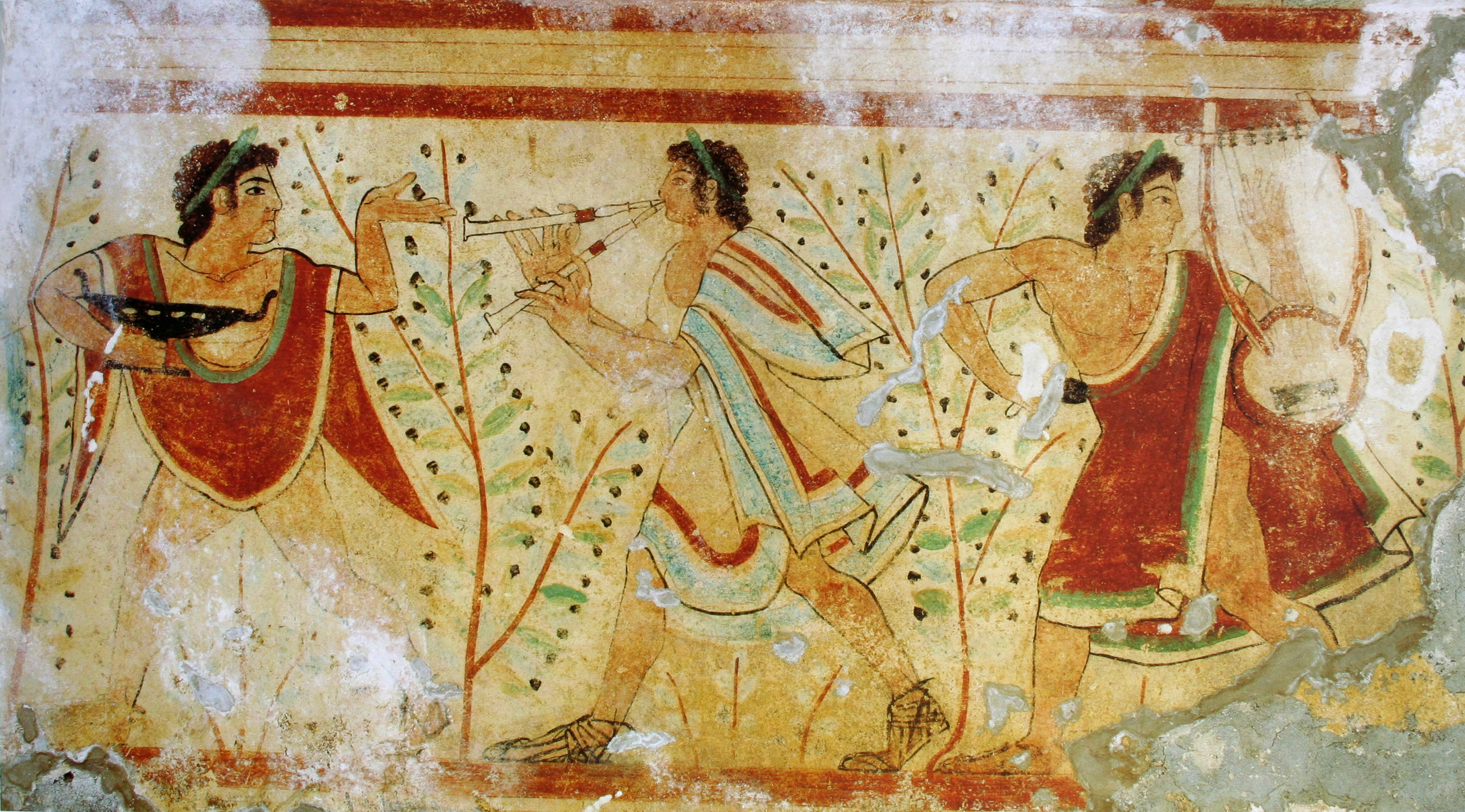
Fresque étrusque de la tombe des Léopards à Monterozzi en Italie.

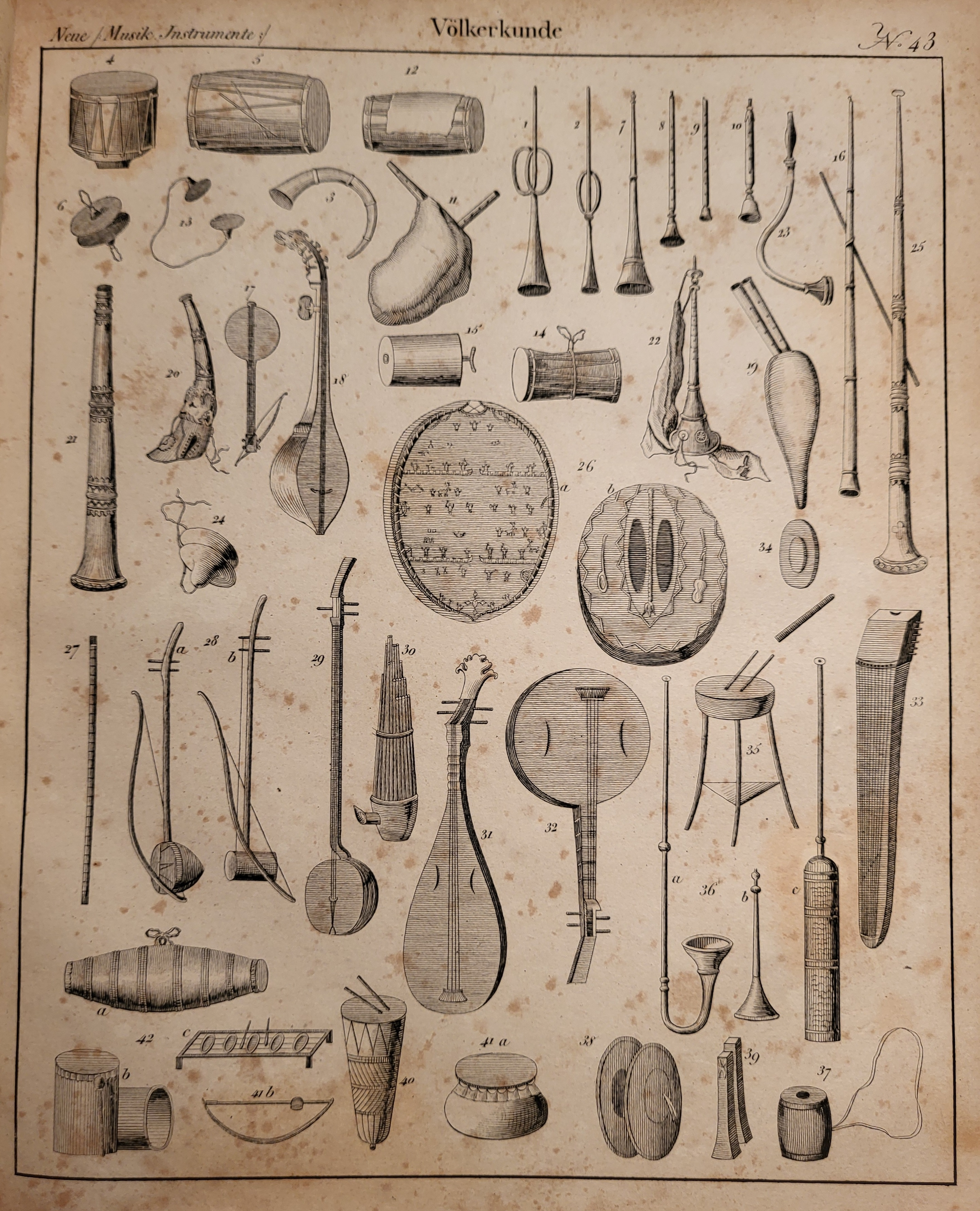
Planche illustrée d'instruments de musique extraite du "Systematische Bilder-Gallerie zur allgemeinen deutschen Real Encyclopädie in lithographirten Blättern" (1842)

Un instrument de musique est un objet pouvant produire un son contrôlé par un musicien — que cet objet soit conçu dans cet objectif, ou bien qu'il soit modifié ou écarté de son usage premier. La voix ou les mains, même si elles ne sont pas des objets à proprement parler, sont considérées comme des instruments de musique dès lors qu'elles participent à une œuvre musicale.
Hector Berlioz commence son Traité d'instrumentation et d'orchestration (1843) en déclarant que « tout corps sonore mis en œuvre par le compositeur est un instrument de musique ».
L'ensemble des instruments utilisés pour une œuvre mais aussi, et surtout, dans une société donnée ou une époque est appelé « instrumentarium ». L'étude académique des instruments de musique est appelée organologie et prend le plus souvent ses sources dans l'ethnomusicologie.
L'histoire des instruments de musique remonte aux débuts de l'humanité. Il est possible que les premiers instruments de musique aient été utilisés pour des rituels. Par exemple, un cor signalant le succès d'une chasse, ou un tambour lors d'une cérémonie religieuse. Ensuite, la composition et l'interprétation de mélodies ont été étendus aux divertissement. Puis, les instruments de musique ont évolué au rythme des applications et des technologies.

## Histoire

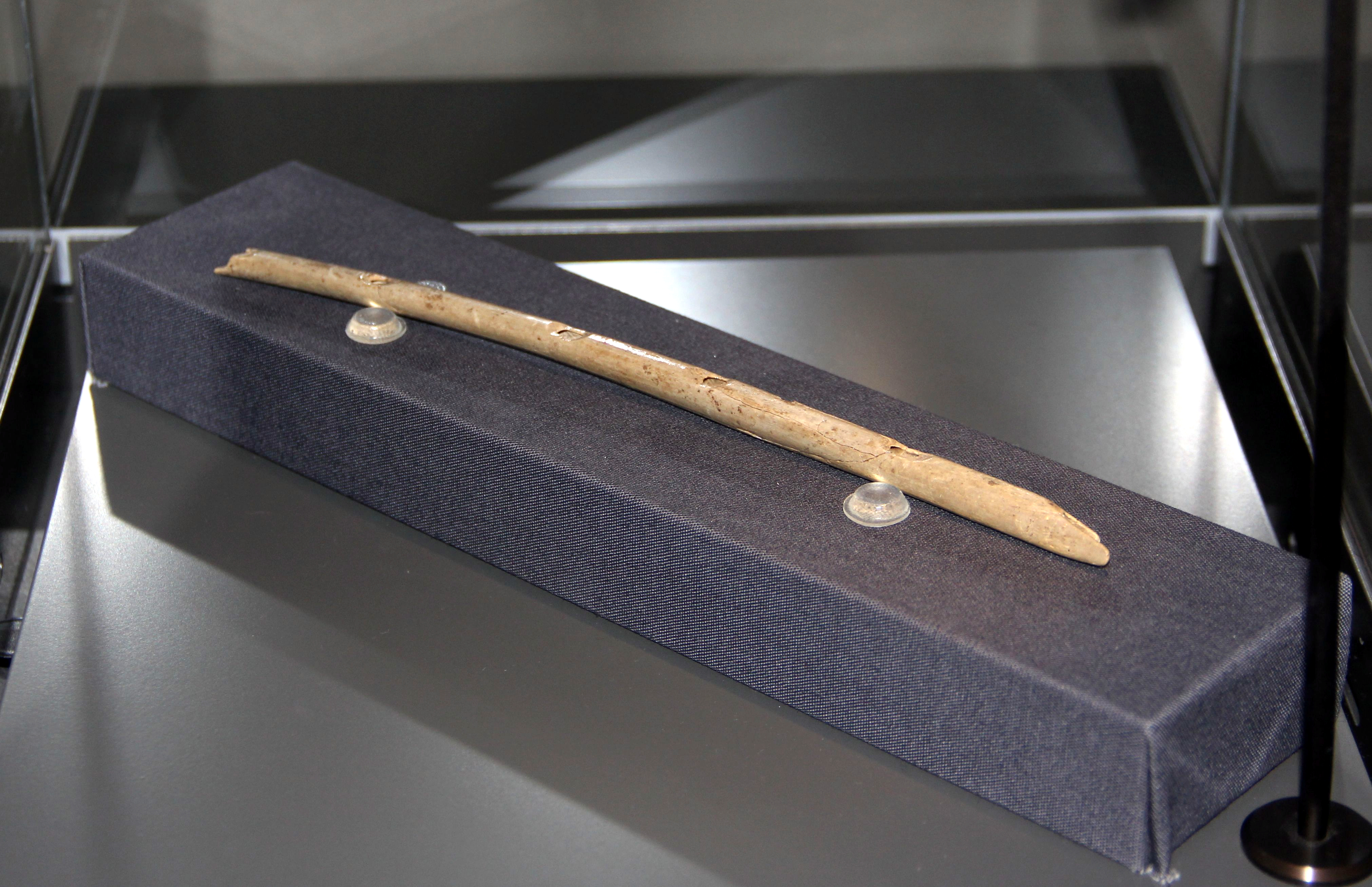
Flûte aurignacienne en os de vautour de Hohle Fels.

Les plus vieux instruments de musique connus, sont des flûtes à encoche de type quena à 5 trous datant d'au moins 35 000 ans. Elles ont été retrouvées dans des grottes du Jura Souabe, région située au sud-ouest de l'Allemagne. Dans la mesure où ces flûtes sont déjà techniquement évoluées et si on se base sur la prise en main complexe des quenas modernes, elles impliquent très certainement un savoir-faire musical bien antérieur.
Tous les instruments de musique dont on a retrouvé la trace archéologique jusqu'à aujourd'hui sont le fait d'Homo sapiens.
Il existe plusieurs lieux dans le monde dans lesquels des instruments de musique ont été trouvés ; par exemple, un triton modifié a été trouvé à la Font Aux Pigeons (Châteauneuf-les-Martigues)•	[source insuffisante]. On sait qu'il servait de trompe dans les régions de Grèce aux bergers pour appeler les troupeaux. Des flûtes percées paléolithiques ont aussi été trouvées au Pays basque dans la grotte d'Isturitz. Un autre instrument, le rhombe (instrument à vent) pouvait être en os, en bois de cervidé, en ivoire ou en bois. Cet instrument, à la forme foliacée, avait des extrémités percées ; ces perforations permettaient d'attacher un objet et de le faire tournoyer afin d'obtenir un son plus fort.

## Classification
Par son mode d'attaque, par la forme et la matière de sa caisse de résonance, par le soutien ou non de sa vibration, l'instrument de musique détermine le timbre — l'une des quatre caractéristiques du son avec la hauteur, la durée et l'intensité. Les progrès de l'acoustique musicale permettent de mieux comprendre les composantes du spectre harmonique spécifique à chaque source sonore.
Un instrument de musique comporte souvent deux parties distinctes[réf. nécessaire] :
- celle qui crée la vibration ;
- celle qui transforme cette vibration en un timbre qui caractérise cet instrument.

Peu importe leur matière, les instruments sont classés par leur méthode de production du son : l'organologie est l'étude détaillée de ces outils faiseurs de musique et de leurs différentes catégorisations. Le timbre de ces instruments peut être parfois transformé par un accessoire comme les sourdines pour les cordes et les cuivres, ou un kazoo pour la voix.
Pour un son donné, la vibration peut provenir d'une corde, d'une colonne d'air ou d'une percussion ; des instruments peuvent combiner plusieurs systèmes, les plus récents vont de l'électromécanique jusqu'au virtuel.

### Instruments à cordes
Les instruments à cordes sont également appelés « cordophones ».
De matière, de grandeur et de grosseur variées, les cordes peuvent être frottées, pincées ou frappées. La classification traditionnelle distingue par conséquent :
- les instruments à cordes frottées, comme le violon, la trompette marine ou la vielle à roue ;
- les instruments à cordes pincées, comme la guitare, le clavecin ou la harpe ;
- les instruments à cordes frappées, comme le piano ou le cymbalum.

### Instruments à vent
Les instruments à vent, également appelés « aérophones », mettent en jeu une colonne d'air. Celle-ci peut être produite par le souffle du musicien, par une soufflerie mécanique ou par une poche d'air. On distingue :
- la voix, qui exploite toutes les possibilités des membranes muqueuses du larynx (cordes vocales) ;
- les bois, qui comportent un biseau ou une anche :
  - les instruments à biseau, comme toutes les flûtes ou les jeux à bouche d'orgue,
  - les instruments à anche libre, comme les harmonicas ou les accordéons,
  - les instruments à anche simple, comme les clarinettes ou les saxophones,
  - les instruments à anche double, comme les hautbois ou les bombardes,
- les cuivres, qui utilisent la vibration des lèvres dans une embouchure, comme les trompettes, les cornets à bouquin ou le didgeridoo, ainsi que les cors, les trombones et les tubas.

N.B. Contrairement à ce que cette classification pourrait laisser penser, ce n'est pas la matière utilisée dans la facture instrumentale qui est déterminante, mais bien la manière de produire le son. Ainsi, s'il existe des flûtes et des clarinettes en métal et en bois, toutes font partie des « bois ». Le saxophone construit en cuivre est un « bois » car il est muni d'un bec à anche battante. Il existe également des « cuivres » fabriqués en bois, comme les cornets à bouquin et le serpent, et à l'origine, le cor est un olifant en corne ou fabriqué dans une défense d'éléphant.

### Instruments de percussion

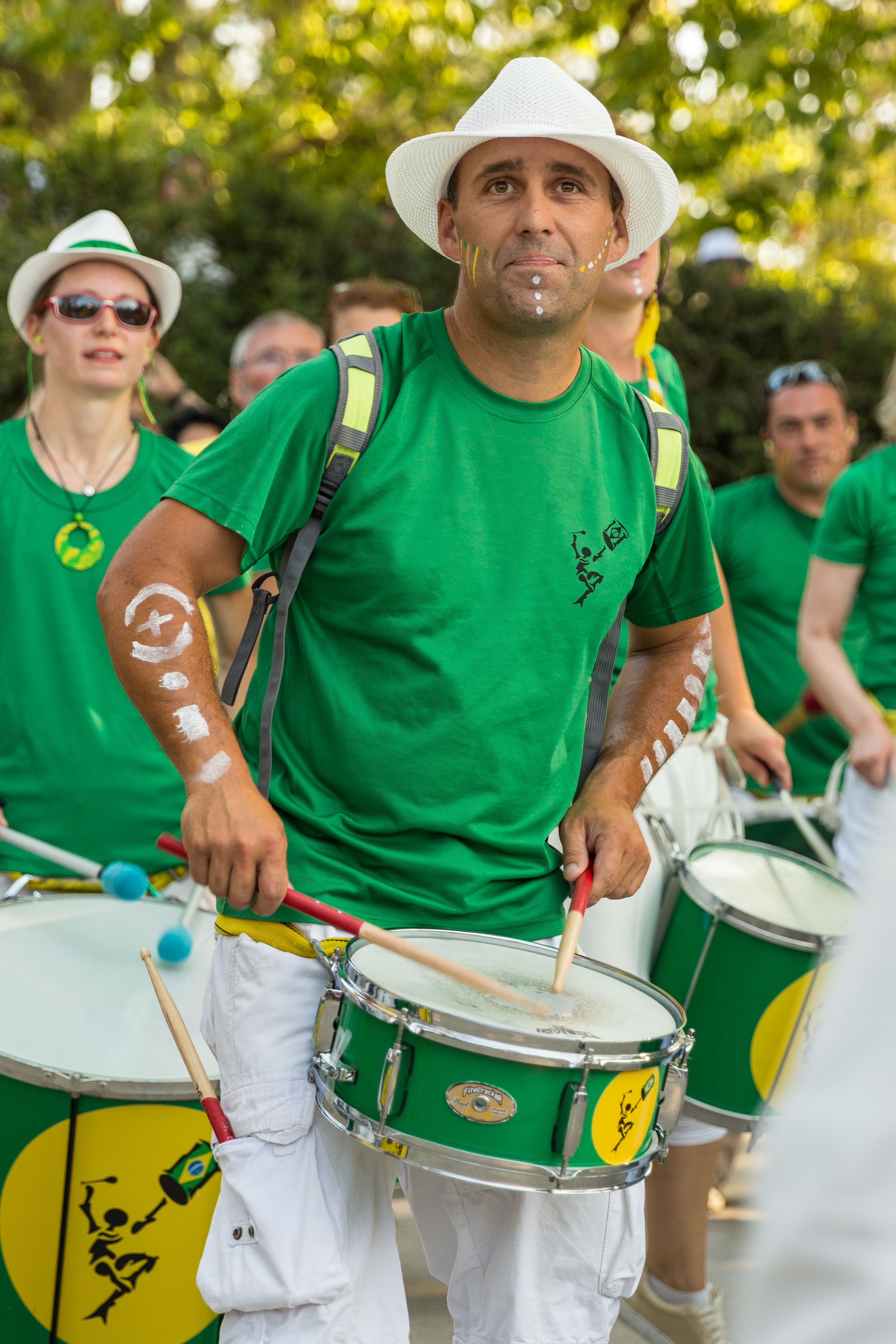
Groupe Tribal Percussions défilant à Annecy en jouant de la percussion brésilienne : la batucada.

Les instruments de percussion — à hauteur déterminée ou non — englobent tout instrument par lequel un corps en frappe un autre. Cette catégorie d'instruments a été subdivisée par les théoriciens en membranophones et idiophones. Le développement de cette famille nombreuse au XXe siècle (plus de 500), particulièrement des instruments à claviers ou à lamelles, a imposé une nouvelle catégorisation autant pour les percussionnistes que pour les enseignants. À l'orchestre ou dans les classes de percussion, la distinction est faite entre :
- les claviers, constitués d'une série de lames accordées en bois ou en métal, frappées par des baguettes (comme le xylophone ou le steel drum) ou par l'intermédiaire d'un clavier (célesta) ;
- les peaux, naturelles ou synthétiques, elles sont constitués d'une membrane frappée par les mains ou par des baguettes, accordée ou non, comme le djembé ou la timbale ;
- les accessoires, c'est-à-dire toutes les autres percussions ne produisant généralement qu'un son, du triangle aux maracas en passant par les claves ou la crécelle.

### Instruments de combinaison
Les instruments de combinaison associent plusieurs modes de mise en vibration. On distingue :
- les instruments mécaniques, comme la serinette ou l'orgue de Barbarie ;
- le claviorganum, combinant orgue et clavecin actionnés par le(s) même(s) clavier(s).
- la Marble Machine[6], créée par le groupe Wintergatan, combinant guitare basse, vibraphone, cymbale ainsi que des percussions émulées à l'aide de microphones de contact, actionnée par des billes ou directement à la main. L'énergie est fournie par le musicien via une manivelle, et stockée dans un volant d'inertie. Un programmateur mécanique et des embrayages permettent au musicien d'activer des boucles « pré-enregistrées » sur chacun des instruments[7].

### De l'électromécanique au virtuel
- Les instruments électromécaniques, comme l'orgue Hammond ou le Yamaha CP80.
- Les instruments de musique électronique, comme le Thérémine et les ondes Martenot.
- Les instruments électroanalogiques, comme le Moog Micromoog (synthétiseur analogique) ou les Yamaha DX7 et Roland AX-Synth (synthétiseurs numériques portables).
- Les instruments virtuels de l'Atari au Macintosh.

## Musées

### Allemagne
Le Musikinstrumenten-Museum, musée des instruments de musique à Berlin ; il rassemble environ 3500 instruments.

### Belgique
Le Musée des Instruments de musique (MIM), créé à Bruxelles en 1877, réunit dans les locaux d'un superbe immeuble Art nouveau une collection de plus de 8 000 instruments : instruments occidentaux mécaniques, électriques et électroniques, instruments traditionnels européens, instruments du monde.

### Burkina Faso
En 1999, fut ouvert à Ouagadougou (Burkina Faso), le Musée de la musique qui réunit une collection d'instruments de musique traditionnels des terroirs ethnoculturels du pays.

### France
- Le musée des Beaux-Arts de Chartres abrite un instrumentarium, dont les représentations dans la cathédrale Notre-Dame sont au nombre de 320 pour 26 instruments différents. La pratique de ces instruments a donné lieu à l'enregistrement de deux albums[8],[9],[10] ;
- Le musée des Instruments à vent, à La Couture-Boussey, centre de facture d'instruments à vent depuis le XVIIe siècle ;
- Le Musée de la Musique, à Paris, fait partie de la Cité de la musique.

### Italie
Le Musée national des instruments de musique de Rome ouvert à Rome en 1964, rassemble une collection exceptionnelle de 3 000 instruments, de l'Antiquité jusqu'à nos jours, couvrant tous les genres musicaux.

### Suisse
Le Musée de la musique de Bâle (Musikmuseum en allemand) situé dans l’ancienne prison Lohnhof depuis l’an 2000.

### Tchéquie
Le Musée national de la musique (České muzeum hudby) à Prague est installé dans l’ancienne église Sainte-Marie-Madeleine de style baroque. Il est situé à Malá Strana. Plus de 400 instruments de musique d'époque y sont exposés.